# جوزيف إم. ريفيس
جوزيف إم. ريفيس (بالإنجليزية: Joseph M. Reeves)‏ هو ضابط أمريكي، ولد في 20 نوفمبر 1872 في تامبيكو في الولايات المتحدة، وتوفي في 25 مارس 1948 في بيثيسدا في الولايات المتحدة.